# Altelatipes
Altelatipes is een geslacht van kreeftachtigen uit de klasse van de Malacostraca (hogere kreeftachtigen).

## Soorten
- Altelatipes brevirostris (Kikuchi & Nemoto, 1991)
- Altelatipes carinatus (Smith, 1884)
- Altelatipes falkenhaugae Crosnier & Vereshchaka, 2008